# 鹿部町

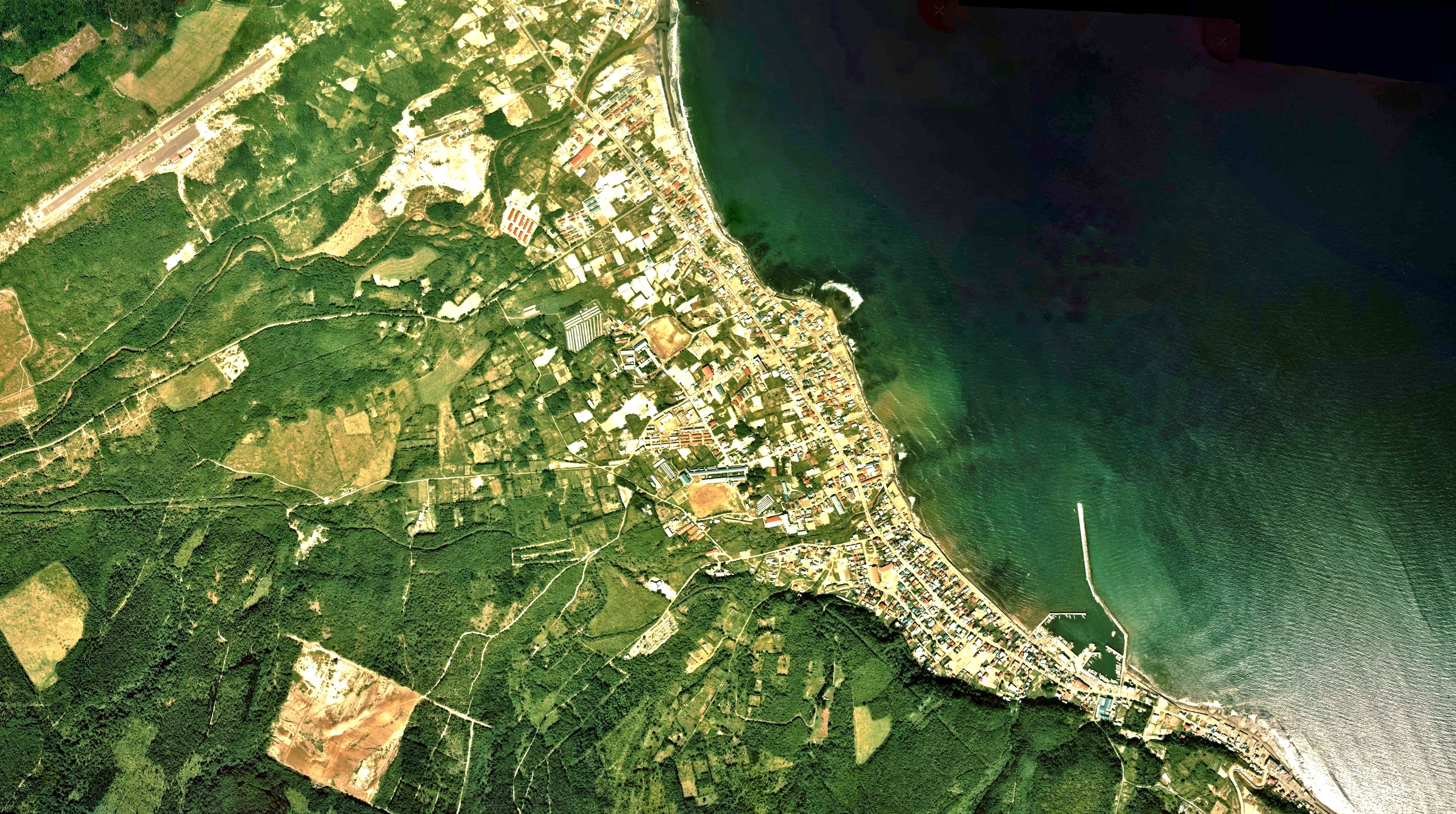
鹿部町中心部周辺の空中写真。1976年撮影の5枚を合成作成。
。

鹿部町（しかべちょう）は、北海道渡島総合振興局中部にある町。茅部郡に属する。
町名の由来はアイヌ語の「シケルペ」（キハダのあるところの意）から。
一時期、野生の鷹の多さから「鷹待（たかまち）」と呼ばれ、鷹が幕府への献上品とされた時期もあった。

## 地理
渡島管内中部、渡島半島北東部に位置する。駒ヶ岳の南東部に位置し、しばしば噴火による降灰を受ける。沿岸部を国道278号が通る。
- 山：駒ヶ岳(1,131m)
- 河川：折戸川、鹿部川、本別川
- 湖沼：

### 隣接している自治体
- 渡島総合振興局
  - 函館市
  - 茅部郡：森町
  - 亀田郡：七飯町

### 人口
| |                                        |  |
| 鹿部町と全国の年齢別人口分布（2005年） | 鹿部町の年齢・男女別人口分布（2005年） |  |
| ■紫色 ― 鹿部町 ■緑色 ― 日本全国 | ■青色 ― 男性 ■赤色 ― 女性              |  |
| 鹿部町（に相当する地域）の人口の推移 \| 1970年（昭和45年） \| 4,636人 \| \| \| 1975年（昭和50年） \| 4,734人 \| \| \| 1980年（昭和55年） \| 5,011人 \| \| \| 1985年（昭和60年） \| 5,107人 \| \| \| 1990年（平成2年） \| 4,979人 \| \| \| 1995年（平成7年） \| 4,822人 \| \| \| 2000年（平成12年） \| 4,907人 \| \| \| 2005年（平成17年） \| 4,919人 \| \| \| 2010年（平成22年） \| 4,766人 \| \| \| 2015年（平成27年） \| 4,226人 \| \| \| 2020年（令和2年） \| 3,760人 \| \| |                                        |  |
| 総務省統計局 国勢調査より |                                        |  |
| 1970年（昭和45年） | 4,636人                                |  |
| 1975年（昭和50年） | 4,734人                                |  |
| 1980年（昭和55年） | 5,011人                                |  |
| 1985年（昭和60年） | 5,107人                                |  |
| 1990年（平成2年） | 4,979人                                |  |
| 1995年（平成7年） | 4,822人                                |  |
| 2000年（平成12年） | 4,907人                                |  |
| 2005年（平成17年） | 4,919人                                |  |
| 2010年（平成22年） | 4,766人                                |  |
| 2015年（平成27年） | 4,226人                                |  |
| 2020年（令和2年） | 3,760人                                |  |

## 沿革

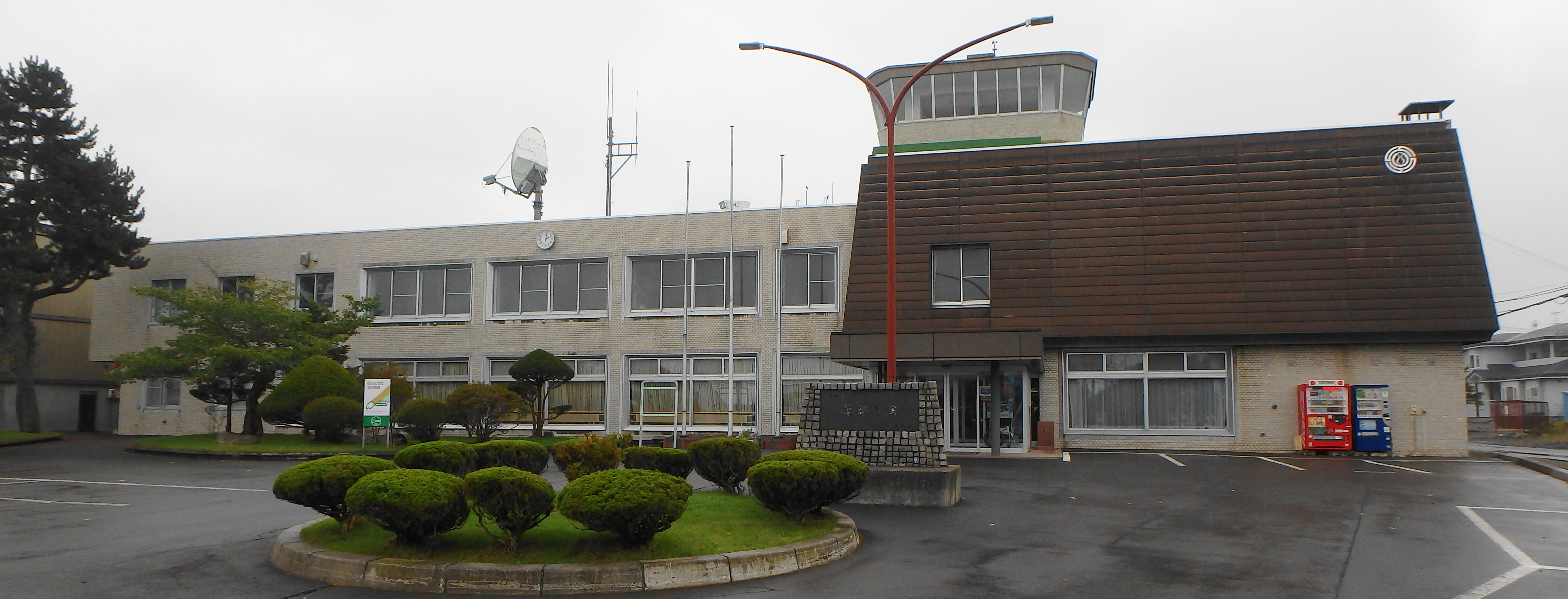
鹿部町役場旧庁舎（2015年）

- 1666年（寛文6年）：津軽の伊藤源五郎が、温泉で傷をいやす鹿を発見。鹿部温泉を設置したという伝承がある。
- 1879年（明治12年）：鹿部村戸長役場が開設。
- 1906年（明治39年）4月1日： 北海道二級町村制の施行により、茅部郡鹿部村となる。
- 1949年（昭和24年）9月28日：函館少年刑務所漁撈作業場が設けられる。1957年（昭和32年）まで存続[3]。
- 1979年（昭和54年）：鹿部村開基100周年。
- 1983年（昭和58年）12月1日： 町制施行、鹿部町となる。
- 1990年（平成2年）：鹿部公園を創設。
- 2021年（令和3年）5月6日 - 鹿部町役場新庁舎が開庁[1]。

## 経済
漁業が盛んで、町内に大小3つの漁港を持つ。
海産物としては、通年でタコ、鰈、ホッケが水揚げされる他、サクラマス、昆布、ナマコなどの漁も盛んで、特に冬場は主産業となっているタラコの原料スケソウダラ漁と、ホタテの水揚げが浜を賑わす。また、中心となる鹿部川には、放流した鮭が遡上する。
温泉も多く、道内でも珍しい間歇泉を利用した間歇泉公園には足湯の施設もあり、町内の旅館のほとんどが温泉旅館である。さらに、秀麗駒ヶ岳を望む「鹿部カントリークラブ」（大和ハウスグループ運営。隣接する「Royal Hotelみなみ北海道鹿部」も同グループの運営であったが2021年9月末日で閉館）と「大沼国際カントリークラブ」の両ゴルフコースは、大変人気もあり、道南圏一円より利用がある。

### 漁業
- 本別漁港
- 鹿部漁港
- 出来澗漁港

### 漁協
- 鹿部漁業協同組合

### 郵便局
- 鹿部郵便局（集配局）

### 宅配便
- ヤマト運輸：函館主管支店鹿部センター
- 佐川急便：函館営業所（函館市）
- 日本通運：函館支店自動車営業課（函館市）

## 公共機関

### 警察
- 森警察署鹿部駐在所

### 消防
- 南渡島消防事務組合鹿部消防署

### 道の機関
- 道立漁業研修所

## 教育
- 中学校
  - 鹿部
- 小学校
  - 鹿部

## 交通

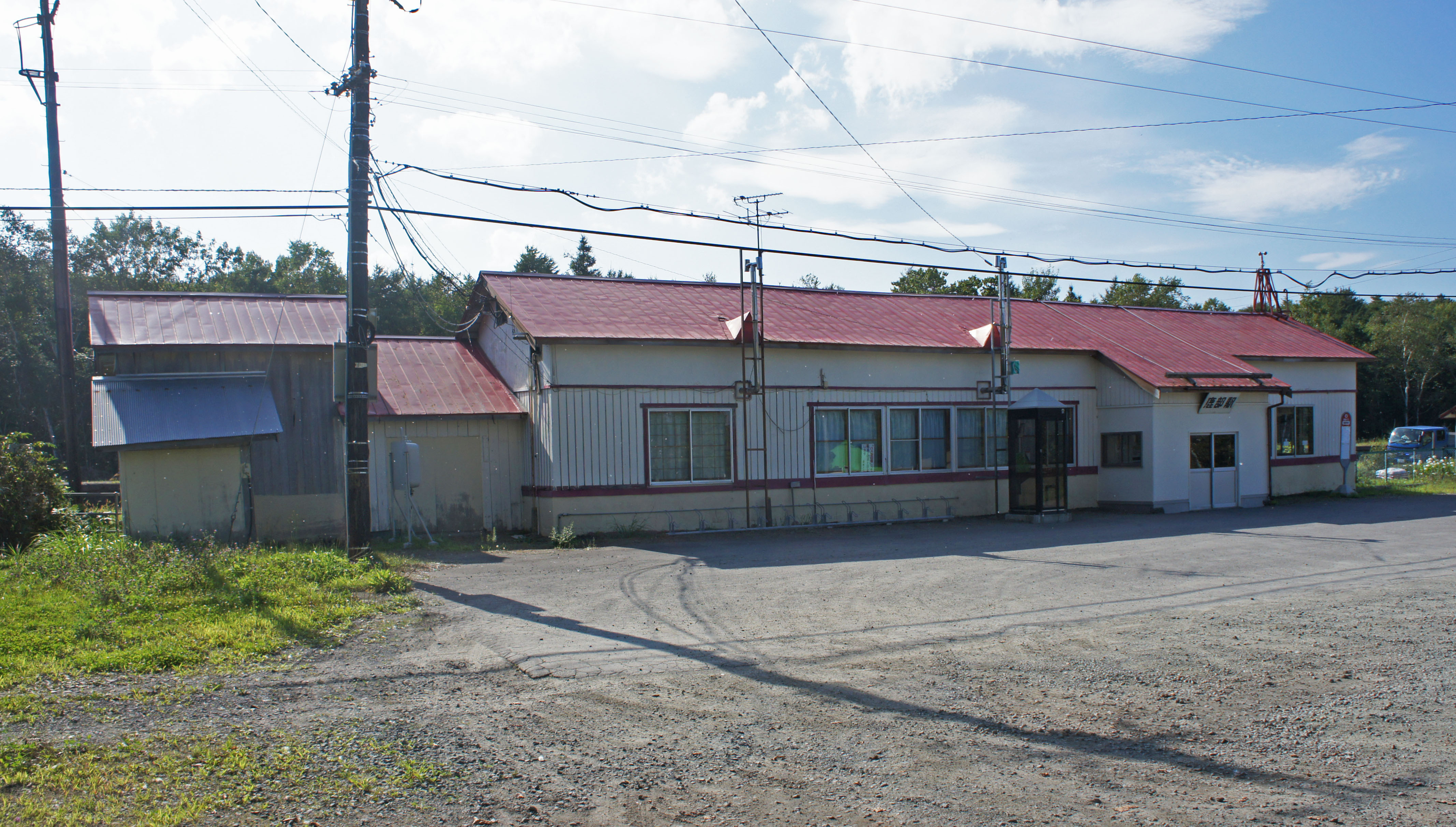
鹿部駅

### 鉄道

#### 鉄道路線
北海道旅客鉄道（JR北海道）
- 函館本線 : 鹿部駅

#### 廃線
大沼電鉄（廃線）
- 1945年廃止時：新小川駅 - 新本別駅 - 鹿部駅
- 1952年廃止時：駒見駅 - 宮の浜駅 - 鹿部駅

### バス

#### 路線バス
- 函館バス

営業所
- 鹿部出張所

### 道路

#### 国道
- 国道278号

#### 道道
主要地方道
- 北海道道43号大沼公園鹿部線

一般道道
- 北海道道480号鹿部停車場線

## 名所・旧跡・観光スポット・祭事・催事
- 鹿部温泉
- 道の駅しかべ間歇泉公園
- 鹿部湧水園（現在・閉鎖中）
- 三味線滝
- 鳥羽一郎歌碑「北斗船」
- 鹿部飛行場

### 祭事
- しかべ海と温泉のまつり&花火大会

## 出身の有名人
- 盛田幸妃 - 野球解説者、元プロ野球投手
- 伊藤大海 - プロ野球選手、東京オリンピック野球 金メダリスト